# Most Trajana
Most Trajana – niezachowany rzymski most spinający brzegi Dunaju koło współczesnych miejscowości Drobeta-Turnu Severin w Rumunii i Kladovo w Serbii, pierwszy most w dolnym biegu Dunaju. 
Został wzniesiony w II wieku, z rozkazu cesarza Trajana. Częściowa rozbiórka tej konstrukcji nastąpiła już za rządów jego następcy, Hadriana. Ostatecznie most został zniszczony, z polecenia cesarza Aureliana w III stuleciu. Do XXI wieku zachowały się ruiny dwóch filarów.

## Historia
Most wzniesiono z rozkazu cesarza Trajana (53–117), by umożliwić przemarsz wojsk rzymskich podczas II wojny dackiej (101–105). W 104 roku Trajan zlecił jego budowę rzymskiemu architektowi Apollodorosowi z Damaszku (60–130). Jego budowa trwała podobno rok. Był to pierwszy most w dolnym biegu Dunaju. Apollodoros miał napisać traktat o jego budowie, który jednak zaginął. Most został uwieczniony na reliefie kolumny Trajana (również zaprojektowanej przez Apollodorosa), wzniesionej w 113 roku w Rzymie na Forum Trajana dla upamiętnienia zwycięstw cesarza nad Dakami. Na jednej z płaskorzeźb przedstawione jest bóstwo, personifikujące rzekę Dunaj, przypatrujące się żołnierzom rzymskim przechodzącym przez most. Fragmentaryczne przedstawienie tej konstrukcji mogło zdobić rewers monety okolicznościowej Trajana, wybitej dla upamiętnienia jej budowy. Na początku III w. most opisał rzymski historyk Kasjusz Dion (163/164–235), chociaż sam go nigdy nie widział. Dion pisał, że drewniane przęsła mostu zostały rozebrane z rozkazu cesarza Hadriana (76–138), który obawiał się kontrataków Daków. Ostatecznie zburzył go cesarz Aurelian (214–275) po wycofaniu wojsk z Dacji.  
Pozostałości mostu zostały odkryte w XIX wieku. Do XXI w. zachowały się ruiny dwóch początkowych filarów, jeden po serbskiej, drugi po rumuńskiej stronie. Mają one status zabytku o szczególnym znaczeniu.

## Opis

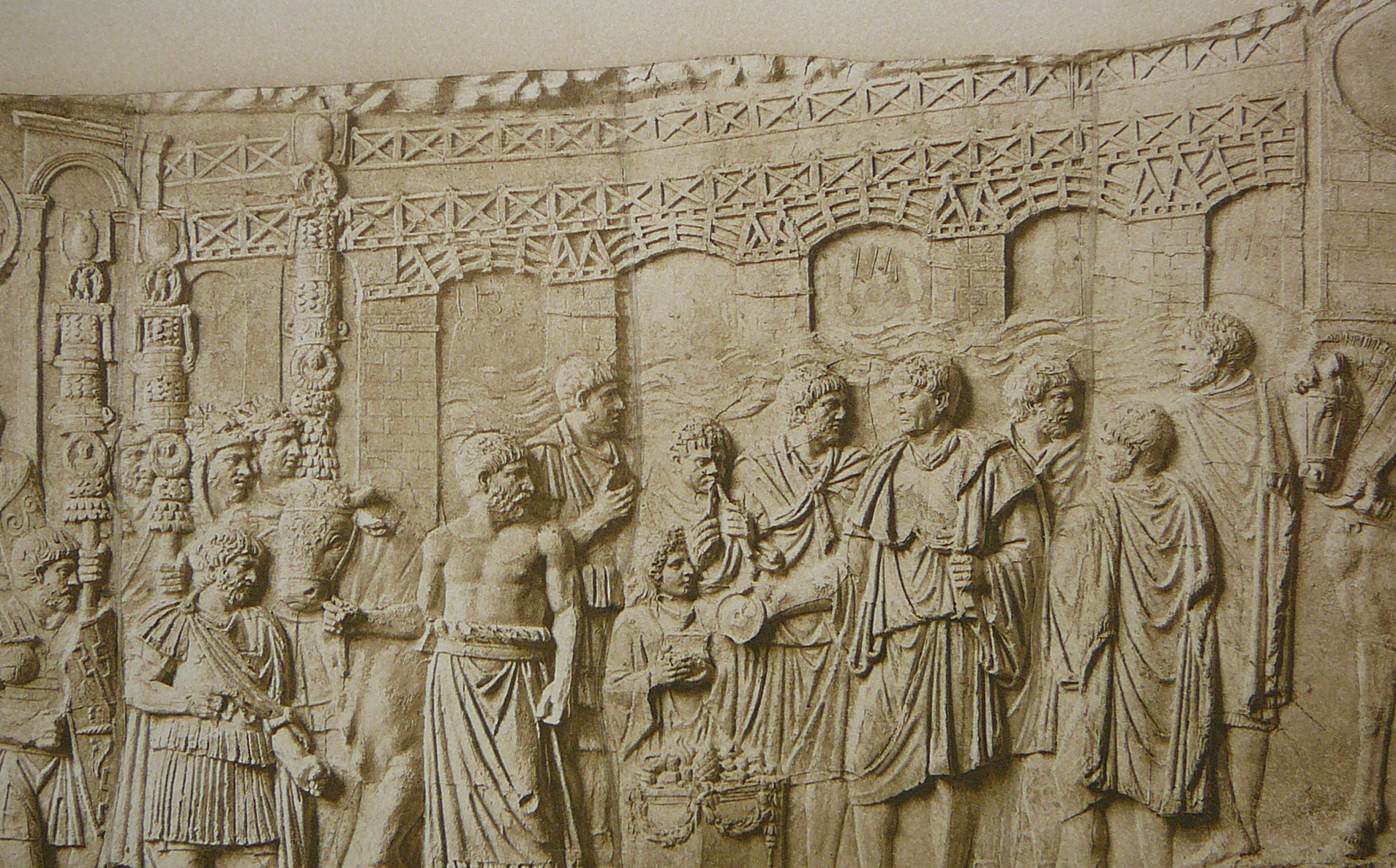
Relief na kolumnie Trajana opublikowany przez Conrada Cichoriusa (1863–1932); tablica nr. LXXII: przybycie wojsk rzymskich (scena XCVIII); cesarz składający ofiarę nad Dunajem (scena XCIX); Trajan przyjmujący ambasadorów (scena C) – w głębi widoczny most Trajana

Według Diona most miał spoczywać na dwudziestu kamiennych filarach, wysokich na ponad 45 m i szerokich na ponad 18 m, rozstawionych w odstępach ok. 52 m, mierzonych od środka filaru i ok. 32,5 m mierzonych od ściany filaru. Na tej podstawie długość mostu została obliczona na 1032 m. Według innych źródeł rozstępy między filarami wynosiły 35-38 m, długość mostu ponad 1100 m, a szerokość od 13 do 19 m. Filary spoczywały na wypełnionych betonem skrzyniach, licowanych kamieniem. Przyczółki mostowe murowane były z cegły i łączone mocno wiążącą zaprawą.
Relief na kolumnie Trajana przedstawia pięć z dwudziestu filarów mostu, połączonych płaskimi drewnianymi przęsłami wraz z drogą z bali drewnianych, pokrytych najprawdopodobniej betonem lub gliną, ograniczoną balustradą. Uważa się, że pomost mostowy wykonano z drewna na specjalne żądanie Trajana, aby w razie niespodziewanego ataku nieprzyjaciela można go było szybko zniszczyć, a następnie ewentualnie odbudować.